# Bérengeville-la-Campagne
Bérengeville-la-Campagne település Franciaországban, Eure megyében. Lakosainak száma 330 fő (2022. január 1.). Bérengeville-la-Campagne Bacquepuis, Brosville, Canappeville, Feuguerolles, Houetteville, Quittebeuf, Sacquenville és Tourneville községekkel határos.

## Népesség
A település népességének változása:
| Lakosok száma | 195  | 257  | 269  | 280  | 309  | 309  | 324  | 331  | 330  | 330  |
|               | 1968 | 1982 | 1990 | 2006 | 2013 | 2015 | 2017 | 2019 | 2020 | 2022 |